# Iwan Iossifowitsch Zjurupa
Iwan Iossifowitsch Zjurupa (russisch Иван Иосифович Цюрупа; * 16. Augustjul. / 29. August 1905greg. im Bahnhof Sentscha; † 27. April 1972 in Odessa) war ein sowjetischer Brücken-Bauingenieur.

## Leben
Zjurupa stammte aus einer ukrainischen Bauernfamilie und hatte vier Geschwister. Die Familie zog bald nach Nikolajew, sodass er dort die Schule besuchte. Als nach der Oktoberrevolution der Russische Bürgerkrieg begann, kehrte die Familie nach Sentscha zurück, und Zjurupa trug als Tagelöhner Wasser auf die Rübenfelder. Ab 1921 arbeitete er als Heizer und dann als Schlosser auf dem Hauptreparaturzug Nr. 44 der Südeisenbahn. 1924 kam er ins Dampflokomotiven-Depot im Bahnhof Nikolajew und wurde schließlich Lokführer-Assistent. Er war Mitglied des Nikolajewer Komsomol-Stadtkomitees und des Wegekomitees der Katharinenbahn-Hauptstrecke.
Ab 1927 studierte Zjurupa an der Timirjasew-RabFak des Obersten Rats für Volkswirtschaft und darauf am Moskauer Institut für Transportingenieure in der Fakultät für Brücken mit Abschluss 1935. Darauf kam er in das Brückenkommando. Auf eigenen Wunsch wurde er zum Bauleiter der Brücke über den Rioni ernannt. Nach dem Abschluss der Arbeiten kehrte er nach Moskau zurück. Ab August 1938 war er Bauleiter für die Brücken der Strecke Akmolinsk–Kartaly in Kasachstan.
Als Leiter des Brückenzugs Nr. 5 des Volkskommissariats für Verkehr der UdSSR leitete Zjurupa ab Februar 1941 den Bau der Brücke über die Dnister-Passage der Strecke Nikolajew-Ismail. Er baute einen Eisenbahn-Fährübergang und begann die Gründung der Brücke. Ab dem ersten Tag des Deutsch-Sowjetischen Kriegs wurde der eine Woche vorher eröffnete Fährübergang bombardiert. Zusätzlich wurde ein LKW-Übergang eingerichtet. Ende Juli 1941 passierten die letzten sowjetischen Truppen sowie 28 Lokomotiven und 400 Waggons den Übergang, worauf am 29. Juli der Übergang gesprengt wurde.
Während des Kriegs baute der Brückenzug Nr. 5 unter Zjurupas Leitungsamt
- die Brücke über die Wolga bei Astrachan im Herbst 1941,
- die Brücken der Hauptstrecke Gudermes–Prochladny–Armawir–Tichorezk nach der Befreiung des Kaukasusvorlands und des Donbass 1943,
- die Brücke über den Dnepr bei Dnepropetrowsk von Oktober bis Dezember 1943 trotz täglicher Bombardierungen mit 31 Toten und 100 Verwundeten,
- den Brückenübergang über die Straße von Kertsch 1944, über die der erste Zug am 3. November 1944 fuhr. Im Dezember mussten die meisten Arbeiten wegen der anhaltenden Stürme eingestellt werden, und am 18. Februar 1949 zerstörte das Eis 15 Brückenfelder, worauf ein Fährübergang gebaut wurde.[2][3]

Nach dem Krieg lebte Zjurupa in Odessa und leitete den Brückenbau-Betrieb Mostostroi-3 bis 1958. Er wurde 1948 in den Odessaer Stadtsowjet gewählt. Unter seiner Leitung entstanden die Brücken über das Dnepr-Bug-Liman-Ästuar und über den Südlichen Bug bei Nikolajew. 1950–1952 baute er in Rostow am Don provisorische Brücken. Ab 1958 leitete er ein Laboratorium des Moskauer Zentralen Forschungsinstituts für Transportwesenbau des Ministeriums für Transportwesenbau.

## Ehrungen
- Ehreneisenbahner (zweimal)[2]
- Held der sozialistischen Arbeit mit Goldmedaille Hammer Und Sichel und Leninorden (1943)[1][2]
- Orden des Vaterländischen Krieges I. Klasse (1943)[2]
- Leninorden (1951)[2]